# Eremo del Beato Emerico
L'eremo del Beato Emerico (in francese, Ermitage du Bienheureux Éméric) è un eremo ubicato a Quart, in Valle d'Aosta.

## Storia e descrizione
Terminati gli studi di teologia a Torino, Emerico, figlio di Giacomo II, abbandonò la vita mondana dell'epoca per dedicarsi all'eremitaggio, rifugiandosi in un luogo appartato poco lontano dal castello: successivamente Emerico divenne vescovo di Aosta e dopo la sua morte proclamato beato. Nel luogo dove si ritirò come eremita sorse un eremo, meta di pellegrinaggi.
L'eremo, posto a 1 150 metri di altezza, nella località di Saint-Éméric, nella zona denominata Valsainte (traducibile dal francese come "vallesanta"), è costituito da una piccola cappella, rivestita in pietra, a doppio spiovente con all'interno un altare in pietra sormontato da una croce in legno e una statua raffigurante il Beato Emerico. Nei pressi dell'eremo, la leggenda narra di una roccia su cui sono visibili i segni delle ginocchia del beato lasciate durante la preghiera.